# Патрік Макгейл
Патрік Нолен МакГейл (англ. Patrick Nolen McHale; нар. 17 листопада 1983) — американський аніматор, художник-розкадрувальник, сценарист, музикант. Відомий через створення анімаційного мінісеріалу «За садовим парканом»